# トール石
トール石 (トーライト、Thorite) は、組成式 (Th,U)SiO4 で表されるトリウムのネソケイ酸塩鉱物である。正方晶系でジルコン（ZrSiO4）やハフノン（HfSiO4）と同形である。もっともありふれたトリウム鉱物で、強い放射能を持つことが多い。命名は1829年で、トリウムを含むことから名付けられた。トール石は1828年にノルウェーのLøvøya島で牧師・鉱物学者のハンス・モルテン・トラーネ・エスマルクが採取した黒い鉱物の標本を、鉱物学・地質学の教授であった父イェンス・エスマルクに送ったことで見いだされた。
同質異像には単斜晶系のハットン石があるが、トール石よりも高温の条件で生成するため希少である。

## 成因

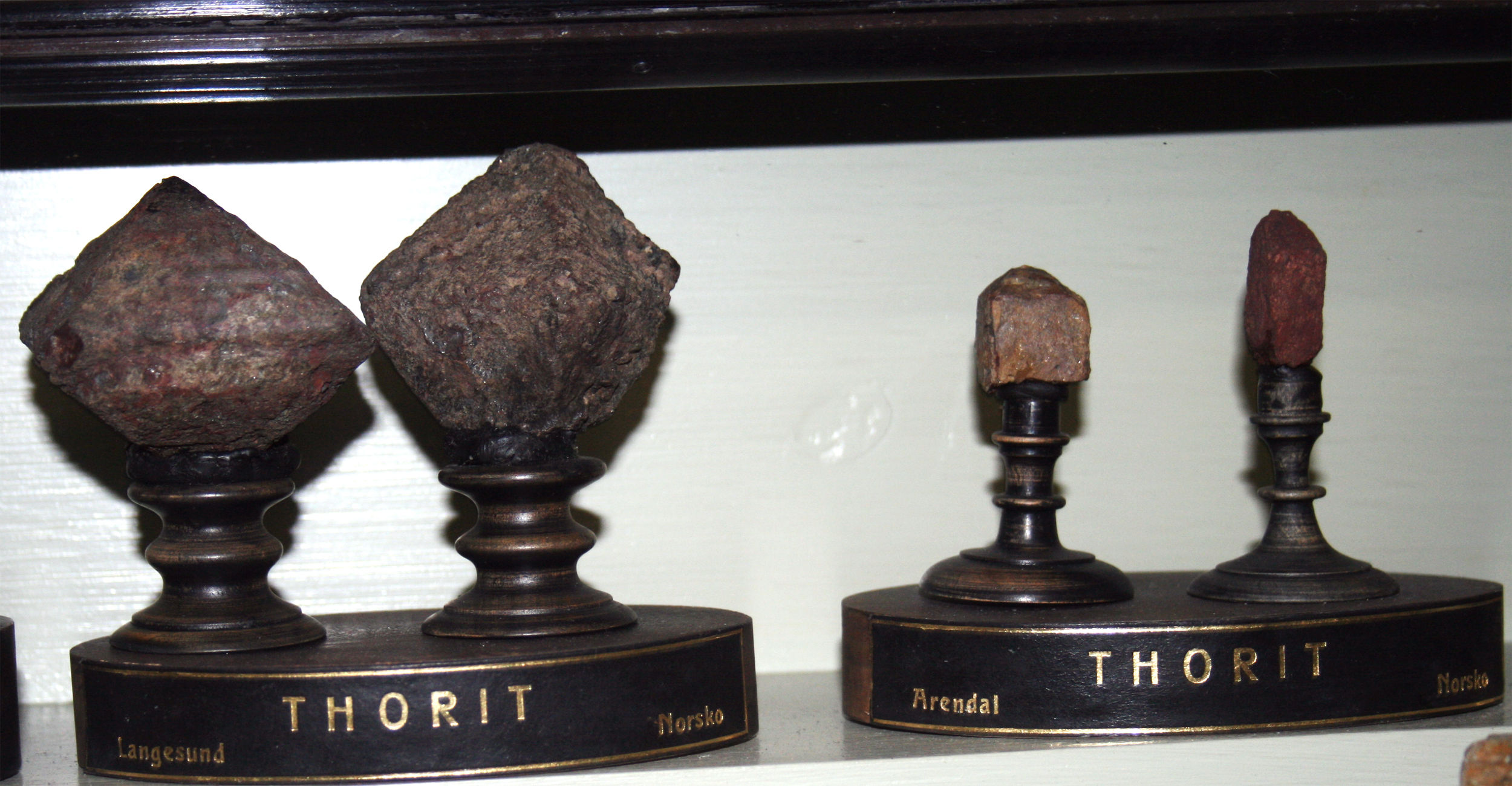
プラハ自然博物館に展示されているトール石

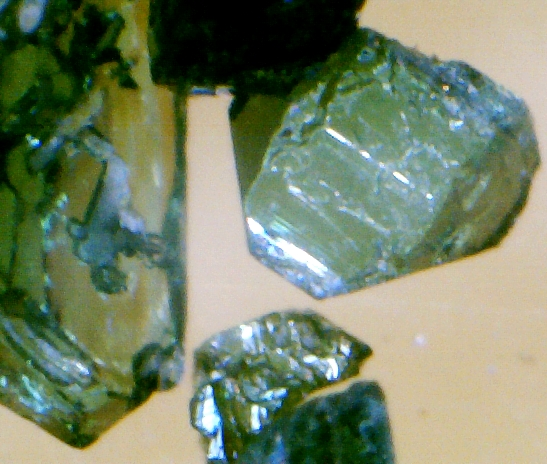
緑色のトール石の結晶（拡大）

トール石の標本は主に火成岩ペグマタイトや火山砕屑岩、熱水鉱脈や接触変成岩に付随して見つかる。また、砕屑砂のように細粒となることが知られている。結晶の形を保っているものは希であるが、 両端が角錐状の短柱状の整った結晶が見つかることもある。ジルコンやモナズ石、ガドリン石、フェルグソン石、閃ウラン鉱、イットリア石、パイロクロアと随伴することが多い。
トール石は現在では重要なウラン鉱石になっている。トール石の変種で、しばしばウラノトール石 (uranothorite) と呼ばれるウラン含量の多いものはカナダのオンタリオ州バンクロフトでの主要なウラン鉱石である。他には橙色を呈するオランジャイト (orangite) や不純物としてカルシウムを含むカルシオトール石 (calciothorite) がある。

## 性質
トール石はメタミクト化(en)を受けたり水和していることが多く、肉眼では等方晶や非晶質に見える。 構成元素の差違により、比重は 4.4 - 6.6 g/cm3 と広い範囲の値を取る。モース硬度は4.5でガラス光沢または樹脂様光沢を有する。色は通常は黒であるが、茶色がかった黒や橙色、黄橙色や深緑色の場合もある。
トール石は強い放射能を持つため、標本はしばしばメタミクト化している。これは放射性鉱物でみられるもので、自らが放つ放射線により結晶構造を破壊してしまった状態である。これにより外観は変わらなくとも結晶構造が完全に破壊されることもある（この場合、X線回折像からは非晶質のように見えることになる）。一方、同質異像のハットン石はメタミクト化しない。
分解・水和したトール石は、「トロゴム石」（Thorogummite）と呼ばれていたが、2014年に独立種としては否定された。